# Акімцев Василько Васильович
Василько Васильович Акі́мцев (нар. 9 січня 1893 Білий Ключ — пом. 11 лютого 1967, Ростов-на-Дону) — радянський ґрунтознавець-генетик і картограф, спеціаліст в галузі ампелопедології. Професор в 1937 року, доктор сільськогосподарських наук з 1954 року.

## Біографія
Народився 9 січня 1893 року в селі Білому Ключі Тифліського повіту Тифліської губернії (нині місто Тетрі-Цкаро в Грузії) в родині відставного солдата Василя Юхимовича Акімцева, який походив із селян Саратовської губернії та місцевої селянки Ольги Казимирівної. 1904 року у рідному селі закінчив двокласну сільську школу, після чого продовжив навчання у реальному училищі в Тифлісі.
Брав участь у Першій світовій війні. На початку 1917 року дістав на фронті тяжке поранення і контузію, після чого лікувався у Білому Ключі.
1923 року закінчив Вищі сільськогосподарські курси, а 1924 року агрономічний факультет Тбіліського політехнічного інституту. У 1925—1951 роках на педагогічній і керівній роботі:
- 1925 року перейшов на роботу в Кубанський сільськогосподарський інститут де працював асистентом на кафедрі загального землеробства;
- у 1929 році виконує посаду професора і завідувача кафедри ґрунтознавства Кам'янець-Подільського сільськогосподарського інституту;
- у 1933 році завідує кафедрою ґрунтознавства в Азербайджанському сільськогосподарському інституті;
- у 1937 році завідує кафедрою ґрунтознавства в Дагестанському сільськогосподарському інституті. Цього ж року йому присуджується ступінь кандидата сільськогосподарських наук без захисту дисертації.
- у 1941—1951 роках працював спочатку професором на кафедрі ґрунтознавства в Ростовському державному університеті, потім евакуювався в Киргизію, працював агрономом у Грузії і знову завідував кафедрою ґрунтознавства в Дагестанському сільськогосподарському інституті[1].

У 1951—1967 завідувач кафедри ґрунтознавства і агрономії в Ростовському університеті. 1954 року, в Грузинському сільськогосподарському інституті, захистив докторську дисертацію про ґрунти Прикаспійської низовини Кавказу. Дисертаційний матеріал був покладений в основу монографії «Ґрунти Прикаспійської низовини Кавказу», опублікованої видавництвом Ростовського університету у 1957 році.
Нагороджений орденом Леніна.
Помер у Ростові-на-Дону 11 лютого 1967 року.

## Наукова діяльність
Досліджував залежність якості вин від властивостей ґрунту, встановив закономірні зв'язки між едафічними факторами та особливостями виноматеріалів, оцінив придатність ґрунтів для різних напрямків виноградарства. Автор близько 160 наукових робіт. Серед праць:
- Ґрунти та вино. — Виноробство і виноградарство СРСР, 1946, № 6;
- Виноградно-виноробні райони Дагестану. — Виноробство і виноградарство СРСР, 1947, № 7;
- Ґрунти і якості вин. — Грунтознавство, 1950, № 5. В. Ф. Вальков, Ростов-на-Дону.